# Les Dents de la mer, 2e partie
Pour les articles homonymes, voir Les Dents de la mer (série de films).
Série Les Dents de la mer
Les Dents de la mer
(1975) Les Dents de la mer 3
(1983)
Pour plus de détails, voir Fiche technique et Distribution.
Les Dents de la mer, 2e partie (Jaws 2) est un film américain réalisé par Jeannot Szwarc et sorti en 1978. Suite du film de Steven Spielberg, il est le deuxième volet de la saga des Dents de la mer. L'intrigue remet de nouveau en scène le chef de la police locale Martin Brody (Roy Scheider) qui est persuadé qu'un autre grand requin blanc terrorise la station balnéaire de l'île fictive d'Amity à la suite d'une série d'incidents et de disparitions. Initialement, personne ne le croit et pense qu'il est devenu paranoïaque en raison des événements traumatisants survenus quatre ans plus tôt, mais ses soupçons se révèlent véridiques.
Tout comme le premier film, la production des Dents de la mer, 2e partie a été difficile. Le réalisateur initial, John D. Hancock, s'est avéré incapable de mettre en scène un film d'action et a été remplacé par Szwarc. Scheider n'a repris son rôle que pour mettre fin à son contrat avec Universal Pictures et était mécontent durant le tournage, ce qui a entrainé plusieurs altercations avec le réalisateur.
Le film est sorti le 16 juin 1978 aux États-Unis et a reçu des critiques modérément positives. Pour un budget de 30 millions de dollars, il a rapporté 77 millions aux États-Unis et est monté à 102 millions avec les ressorties. Il a également rapporté 105 millions dans le reste du monde, soit un total de 208 millions de dollars, faisant de lui une des suites cinématographiques les plus rentables de l'époque. La phrase d'accroche du film : « Juste quand vous pensiez qu'il était sûr de retourner dans l'eau... » est devenue l'une des plus célèbres de l'histoire du cinéma américain et de nombreux hommages lui ont été rendues. Une suite, Les Dents de la mer 3, est sortie en 1983.

## Synopsis
Quatre ans après les attaques du grand requin blanc (Carcharodon carcharias) à Amity Island, deux plongeurs photographiant l'épave de l'Orca sont attaqués et dévorés par un autre grand squale. Le cauchemar recommence.
Ne se doutant de rien, Martin et Ellen Brody assistent avec leurs enfants à l'inauguration d'un nouveau complexe hôtelier visant à relancer le tourisme à Amity après le drame vécu quatre ans plus tôt. Pendant les festivités, le navire des deux plongeurs, poussé par les courants et le requin lui-même, vient bloquer l'entrée du port. Le lendemain, la présence du bateau est annoncée à Brody, surpris de l'abandon du navire par ses occupants. Son adjoint Hendricks faisant remorquer le yacht jusqu'au port, trouve sous le bateau l'appareil photo sous-marin des plongeurs. Les enfants de Brody, Mike et Sean sont davantage préoccupés par les questions des jeunes de leur âge, tout en s'adonnant à leur passion favorite : la voile. Or le danger rôde au large : une skieuse nautique disparaît et le hors-bord remorquant le ski nautique explose en pleine mer, blessant le requin dont une partie de la tête se trouve brûlée. Brody se rend sur les lieux mais le récit des témoins de l'explosion ne lui permet pas de comprendre ce qui s'est passé.
Le lendemain, le cadavre à moitié dévoré d'une orque est découvert par une des jeunes et son petit ami sur une plage voisine. Prévenu, Brody arrive et après examen des morsures en compagnie d'une scientifique, comprend qu'un autre requin blanc hante les eaux d'Amity. Mais le maire fait à nouveau la sourde oreille (comme dans le premier film) et refuse de prendre des mesures. Plus tard, en patrouillant sur la plage, Brody remarque un morceau de coque rejeté par le ressac. En le repêchant, il tombe nez à nez avec le cadavre calciné de la pilote du hors bord. Brody injecte un poison mortel sur les balles de son revolver, ordonne à son adjoint de développer les photos de l'appareil photo retrouvé, interdit à Mike de sortir en mer, fait venir un mirador de surveillance des requins sur la plage principale à l'insu du conseil municipal et assure personnellement la surveillance des plages, au grand dam du maire et de son équipe. Au cours de sa surveillance, Brody aperçoit dans l'océan une masse sombre à proximité des baigneurs. Croyant que c'est le requin, Brody fait sortir de l'eau tout le monde, tire des coups de feu sur une ombre vue près du rivage, provoquant la panique. Mais ce n'est qu'un banc de poissons. Brody est révoqué, mais en examinant les photos prises par les plongeurs, il reconnaît le requin responsable de la disparition des plongeurs. Mais une fois de plus et en dépit de cette preuve, le conseil municipal fait mine de ne rien voir.
Le lendemain, plusieurs adolescents, dont Mike et Sean passant outre l'interdiction paternelle, sortent en mer avec leurs dériveurs et sont bientôt pris en chasse par le squale. Auparavant, ce dernier manque de peu de dévorer Tom Andrews, le chef du club de plongée sous-marine d'Amity. Celui-ci est ramené en urgence sur l'île. Brody apprend que Mike lui a désobéi et, angoissé, part en vedette à sa recherche avec son ex-adjoint et Ellen. Ils trouvent le canot d'une des amies de Mike, Tina Wilcox, précédemment attaquée par le requin. La jeune fille témoigne de la présence du monstre (qui a tué son petit ami Eddie Marchand au moment de l'attaque). Brody la fait ramener sur la terre ferme avec sa femme et Hendricks pendant qu'il tente, seul, de retrouver ses enfants. Le requin mourra en mordant un câble haute tension qui était sous l'eau.

## Fiche technique
- Titre original : Jaws 2
- Titre français : Les Dents de la mer, 2e partie[1],[2]
- Réalisateur : Jeannot Szwarc, assisté de Joe Alves (seconde équipe)
- Scénario : Carl Gottlieb et Howard Sackler, d'après les personnages créés par Peter Benchley
- Musique : John Williams
- Photographie : Bill Butler
- Effets spéciaux : Robert A. Mattey et Roy Arbogast (en)
- Montage : Steve Potter, Arthur Schmidt et Neil Travis
- Production : David Brown et Richard D. Zanuck ; Joe Alves (producteur associé)
- Sociétés de production : Universal Pictures et Zanuck/Brown Production
- Société de distribution : Universal Pictures
- Pays d'origine :  États-Unis
- Langue originale : anglais
- Genre : thriller horrifique
- Durée : 116 minutes
- Dates de sortie :
  - États-Unis : 16 juin 1978[2]
  - France : 6 décembre 1978
- Classification[3] :
  - États-Unis : PG
  - France : tous publics

## Distribution
- Roy Scheider (VF : Jacques Thébault) : Martin Brody
- Lorraine Gary (VF : Jeanine Freson) : Ellen Brody
- Murray Hamilton (VF : Jean Michaud) : Larry Vaughn
- Joseph Mascolo (VF : Michel Gatineau) : Lenny Peterson
- Jeffrey Kramer (VF : Paul Bisciglia) : Leonard Hendricks
- Collin Wilcox Paxton (VF : Jacqueline Porel) : Dr Lureen Elkins
- Mark Gruner (VF : Fabrice Bruno) : Michael « Mike » Brody
- Marc Gilpin : Sean Brody
- Barry Coe (VF : Jean Lagache) : Tom Andrews
- Ann Dusenberry : Tina Wilcox
- Gary Springer (VF : José Luccioni) : Andy Williams
- Donna Wilkes (VF : Séverine Morisot) : Jackie Peters
- Gary Dubin (VF : Jean-François Vlérick) : Eddie Marchand (6e victime)
- John Dukakis : Paul « Polo » Loman
- G. Thomas Dunlop : Timmy Weldon
- David Elliott (VF : François Leccia) : Larry Vaughn Jr.
- Keith Gordon (VF : Vincent Ropion) : Doug Fetterman
- Cynthia Grover (Cindy Grover) (VF : Marie-Françoise Sillière) : Lucy
- Ben Marley : Patrick
- Martha Swatek : Marge (8e victime)
- Billy Van Zandt (VF : Chris Benard) : Bob
- Gigi Vorgan (VF : Isabelle Ganz) : Brooke Peters
- Jerry M. Baxter : le pilote de l'hélicoptère (7e victime)
- Jean Coulter : Diane, la pilote du hors-bord (4e victime)
- Christine Freeman : Terri, la skieuse nautique (3e victime)
- Susan French (VF : Marie Francey) : Grace Witherspoon, la vieille dame
- Fritzi Jane Courtney (VF : Lisette Lemaire) : Mme Taft
- Cyprian R. Dube : M. Posner
- Alfred Wilde : Harry Wiseman
- Herb Muller : Phil Fogarty
- Coll Red McLean : Red, le vieil homme de la mer
- Mary A. Gaffney : Mme Silvera, la femme de ménage
- April Gilpin (VF : Aurélia Bruno) : Renée, la petite fille
- Bill Green (VF : Robert Le Béal) : l'homme en colère qui porte plainte

## Production

### Genèse et développement
Après l'immense succès commercial du premier film, Universal Pictures veut faire une suite. Déjà à l'œuvre sur le précédent, les producteurs David Brown et Richard D. Zanuck veulent participer au projet plutôt qu'il soit confié à quelqu'un d'autre.
En octobre 1975, Steven Spielberg déclare lors du festival international du film de San Francisco que « faire une suite à n'importe quoi n'est qu'un truc bon marché » et qu'il n'a même pas répondu aux producteurs lorsqu'ils lui ont demandé de réaliser cette suite. Il révèle que l'intrigue prévue était d'impliquer les fils de Quint et Brody chassant un nouveau requin. David déclare quant à lui que Spielberg ne voulait pas diriger la suite parce qu'il sentait qu'il avait déjà fait le « film de requin définitif »,. Le réalisateur a ajouté plus tard que sa décision avait été influencée par les problèmes rencontrés par la production du premier film : « J'aurais fait la suite si je n'avais pas passé un moment aussi horrible en mer sur le premier film. »
Malgré le refus de Steven Spielberg, le studio poursuit ses plans pour faire la suite. Howard Sackler, qui avait contribué de manière non crédité au script du 1er film, est chargé d'écrire une première ébauche. Il propose initialement une préquelle basé sur le naufrage de l'USS Indianapolis, une histoire racontée par Quint dans le premier film. Bien qu'il trouve ce premier traitement intriguant, Sidney Sheinberg — alors président d'Universal — rejette l'idée. Sur recommandation de Howard Sackler, le réalisateur John D. Hancock est choisi.
Sous la direction de John D. Hancock, le tournage débute en juin 1977. Cependant, après un mois, les décideurs d'Universal et MCA trouvent son travail trop sombre. Ils veulent un ton plus léger et un film davantage tourné vers l'action. John D. Hancock a aussi une brouille avec Sidney Sheinberg. Ce dernier souhaite que le personnage d'Ellen Brody (incarné par sa propre femme Lorraine Gary) prenne un bateau pour aider à sauver les enfants, ce que refuse catégoriquement Richard D. Zanuck. Le scénario sera ensuite réécrit et John D. Hancock est renvoyé de son poste de réalisateur, après une réunion avec les producteurs et des membres du studio en juin 1977..
Carl Gottlieb est alors engagé pour retravailler le script en y ajoutant de l'humour et en atténuant la violence. Alors que le film n'a plus de réalisateur, Steven Spielberg envisage un temps de reprendre le film. Mais il est alors engagé dans la production de Rencontres du troisième type et ne peut être disponible avant très longtemps. Les producteurs ne veulent pas attendre. Le chef décorateur Joe Alves (qui réalisera plus tard Les Dents de la mer 3) et Verna Fields (monteuse du premier film devenue vice-présidente d'Universal) se proposent pour coréaliser le film,. Cela est refusé par la Directors Guild of America notamment car le syndicat refuse que l'un de ses membres soit remplacé par un non-membre et également en raison du cas du film Josey Wales hors-la-loi (le réalisateur Philip Kaufman avait été renvoyé et la réalisation reprise par l'acteur Clint Eastwood en plein tournage). Le poste de réalisateur revient finalement au Français Jeannot Szwarc, qui avait tourné Les Insectes de feu (1975) et avec qui Joe Alves venait de tourner Night Gallery. Arrivé sur le projet, Jeannot Szwarc redémarre la production en tournant tout d'abord les scènes aquatiques complexes, laissant à Carl Gottlieb le temps de finaliser le script. Le personnage de l'adjoint Hendricks, joué par Jeffrey Kramer dans le premier film, est alors réintroduit.

### Attribution des rôles
Roy Scheider ne voulait pas reprendre son rôle de Martin Brody. En 1977, il abandonne le rôle de Michael Vronsky dans Voyage au bout de l'enfer deux semaines avant le début du tournage pour divergences créatives. L'acteur est alors sous contrat avec Universal pour trois films. Le studio propose d'oublier ce manquement contractuel s'il accepte d'apparaître dans la suite. L'acteur est cependant vraiment opposé à cela, affirmant que la suite n'avait rien de nouveau à apporter et que les gens regarderaient le film pour voir le requin, pas lui. Après de longues négociations, l'acteur accepte le film en échange d'un salaire quatre fois supérieur à celui du premier film et d'un pourcentage net sur les profits du film.

### Tournage
Tout comme le premier film, le tournage a lieu sur l'île de Martha's Vineyard pour les scènes en ville. Pour cette suite, la production tourne également à Emerald Coast en Floride. Plusieurs résidents auront  leurs tranquillité Les prises de vue ont également lieu dans d'autres lieux de Floride (Navarre, Okaloosa Island, Destin, Gulf Islands National Seashore).

## Accueil

### Critique
Les Dents de la mer, 2e partie a rencontré un accueil critique modérément positif. Sur le site Rotten Tomatoes, il possède 61 % d'avis positifs sur 33 critiques recensées. Bien qu'étant perçu comme inférieur au premier film, il est considéré comme la seule bonne suite à ce dernier.

## Autour du film
- L'orchestre joue la chanson de Petula Clark Downtown au début du film .
- Le titre original français Les Dents de la mer 2 n'a pas été utilisé sur les affiches car cela aurait créé l'embarrassant jeu de mots « Les Dents de la merde »[24]. C'est pourquoi il lui a été substitué la terminologie Les Dents de la mer, 2e partie. La numérotation classique a repris avec l'opus suivant Les Dents de la mer 3.
- Dans la version française, l'animal échoué sur la plage au début du film et portant des morsures est qualifié de baleine alors qu'il s'agit en fait d'une orque. L'erreur peut être due au fait qu'en anglais, orque se dit killer whale ou baleine tueuse.
- Le personnage de Matt Hooper, présent dans le premier film, ne réapparaît pas dans ce deuxième opus, et pour cause : son interprète, Richard Dreyfuss, tournait au même moment Rencontres du troisième type (1977) sous la direction de Steven Spielberg. Ainsi le scénario suggère que Hooper est parti en Antarctique pour une mission.
- A noter aussi que le personnage du premier opus, Quint (le capitaine chasseur de squales), n'est aucunement mentionné dans cette suite (son personnage décédant tragiquement à la fin du premier volet) ; de même que Robert Shaw, l'acteur l'ayant interprété est décédé l'année de sortie des "Dents de la mer 2".
- Plusieurs scènes coupées au montage révélaient notamment :
  - la réunion du conseil municipal qui suivait l'intervention de Martin Brody tentant de convaincre le maire Vaughn et les membres du conseil, dont le promoteur Len Peterson fait également partie, la présence du requin. Le conseil effectue un vote concernant la radiation de Martin comme chef de la police d'Amity. Vaughn est le seul à s'y opposer, ayant cru les dires de Martin.
  - Un supplément de l'attaque du requin sur le patrouilleur en hélicoptère. Alors que l'engin est totalement retourné sous l'eau, le pilote tente de se libérer quand le requin revient pour essayer de le dévorer.
- Le film est marqué par d'importants faux-raccords[25] :
  - Lorsqu'Eddie et Tina découvrent le corps à moitié dévoré de l'orque sur la plage, celui-ci se situe contre une ligne de dunes. Plus tard, au moment où la police est sur les lieux, l'animal se situe sur un terrain de sable bien plat.
  - On peut apercevoir, sur certains plans, des techniciens de l'équipe du tournage comme en reflet sur les lunettes de soleil d'Ellen Brody (au moment où son regard s'arrête sur son mari en haut de la tour à requin) ou encore quand le requin se dirige vers le bord du bateau de Polo qui tente de récupérer Mike inanimé avec Jimmy (un autre bateau avec des techniciens est visible dans le coin droit du plan).
  - Au moment où le photographe Fogarty masque ses néons de sa chambre noire, on peut observer que les lumières s'éteignent juste avant d'être totalement recouvertes.
  - Lorsque Martin rentre chez lui après son renvoi et que son adjoint le plaint, il l'appelle "Jeff" (soit le prénom de l'acteur Jeffrey Kramer) et non "Lenny" qui est le prénom du personnage.
  - Lorsqu'Ellen rejoint Martin dans la cuisine, le lendemain de son licenciement, on peut apercevoir la perche du micro dans l'ombre juste en haut de la porte.
  - Lorsque le requin ouvre grand ses mâchoires pour attraper Mike inconscient, la mâchoire supérieure se fend en deux. De plus, on peut vaguement apercevoir le système hydraulique au fond de sa gueule.
  - Lorsque le requin tente une nouvelle fois d'attraper Sean et Jackie, il sort la bouche fermée (un requin ne la fermant normalement jamais pour pouvoir respirer) et l'ouvre grand. Là, on peut voir que l'une des dents en mousse est pliée.
- Dans le roman d’Hank Searls, le requin est une femelle, et plus exactement la ''veuve'' du requin du 1er roman (de Peter Benchley), dont elle est enceinte. Dans le roman, elle ne veut que se nourrir pour assurer la survie de sa progéniture à naître, tandis que dans le film, elle est déterminée à venger la mort de son "mari", et se montre ainsi vicieuse en ne s'attaquant pas directement à Martin, mais à Mike et à Sean, ses 2 fils, qui sont partis au large en catamarans avec des amis de l'ainé. Pendant toute l'histoire, son fils unique (le requin du roman ''Jaws : The Revenge'' d'Hank Searls) échappa au cannibalisme de ses frères et sœurs dans l'utérus de leur mère et naitra pendant l'électrocution de celle-ci par Martin. Cependant, dans le film, le requin a des attributs masculins, et à part cette impression de ''vengeance'' des squales successifs sur les  membres de la famille Brody (le requin du 2e film qui tente par tous les moyens de tuer Mike et Sean sur leurs catamarans, puis le requin du 4e film qui tue Sean sur son bateau de policier et suit Ellen d’Amity jusqu'au Bahamas, où vit Mike, qu'il tentera de tuer lors d'une plongée, avant de s’en prendre à Théa, sa fille de 5 ans, sur une bouée tirée par un bateau), rien n'indique explicitement que les requins des 1er, 2e et 4e films sont liés par l'accouplement et/ou par le sang. À noter qu'une théorie veut que la femelle et son fils du 3e film étaient en fait la compagne et le fils du requin du 4e film, ainsi que la belle-fille et le petit-fils des requins des 1er et 2e films.

## Adaptation en roman et bande dessinée
- Jaws 2 a été adapté en BD par Marvel Comics. Il est sorti en France sous forme d'album géant (21 × 29 cm) au format cartonné et broché chez Arédit. Le scénario était signé Richard E. Marschall, le dessin Gene Colan et l'encrage assuré par Tom Palmer[26].
- En 1978, l'auteur Hank Searls a rédigé le roman Les Dents de la mer : deuxième partie.